# Philipp Kohlschreiber
Philipp Eberhard Hermann Kohlschreiber (Augusta, 16 ottobre 1983) è un ex tennista tedesco.

## Carriera
Diventato professionista nel 2001 ha raggiunto come apice della carriera la posizione n. 16 del mondo in singolare (30 luglio 2012) e 51 in doppio. Nel corso della sua carriera è riuscito ad aggiudicarsi otto tornei ATP raggiungendo anche altre nove finali.
Nel 2005 partecipa agli US Open, ma viene eliminato al primo turno.
Nel 2006 partecipa agli US Open sia al singolare maschile venendo eliminato al primo turno dallo statunitense Sam Querrey che al doppio maschile con l'italiano Andreas Seppi venendo eliminati al primo turni per 6-1 6-2 dai fratelli americani Bryan.
Nel 2007 ha raggiunto il suo risultato migliore in un Master Series a Monte Carlo raggiungendo i quarti di finale dopo aver sconfitto a sorpresa David Nalbandian (n.12 del mondo) nel secondo turno. Nello stesso anno ha vinto il primo torneo della sua carriera a Monaco di Baviera, diventando il primo tedesco a vincere il torneo dopo Michael Stich nel 1994.
Partecipa anche agli US Open venendo eliminato al terzo turno dallo spagnolo Carlos Moyá.
Nel 2008 ha vinto il secondo torneo della sua carriera ad Auckland e pochi giorni dopo ha sconfitto Andy Roddick (n.6 del mondo) nel terzo turno degli Australian Open perdendo tuttavia nel turno seguente per mano di Jarkko Nieminen. Nello stesso anno ha raggiunto la finale del torneo su erba di Halle, perdendola contro il numero uno del mondo Roger Federer.
Nel 2009 ha raggiunto i quarti di finale a Doha e Auckland. Agli Australian Open è stato sconfitto al quinto set da Fabrice Santoro dopo aver battuto Sam Querrey, in seguito al torneo ATP 1000 di Indian Wells Kohlschreiber ha sconfitto Nicolás Lapentti per poi essere eliminato da Fernando Verdasco. Durante l'Open di Francia del 2009 sorprende tutti sconfiggendo il n.4 del mondo Novak Đoković in 3 set con il punteggio di 6–4, 6–4, 6–4.
Nel giugno del 2011 arriva nuovamente in finale al torneo di Halle ma questa volta riesce a vincerlo sconfiggendo il connazionale Philipp Petzschner che si ritira sullo 0-2 nel secondo set per problemi fisici dopo aver perso il primo al tie-break.
Il 6 maggio del 2012 conquista il suo quarto titolo ATP sconfiggendo nella finale del Internazionali di Baviera il croato Marin Čilić con il punteggio di 7–6(8), 6-3.
Nel 2012 ha preso parte al torneo di Roma dove è stato eliminato al primo turno da John Isner e come preparazione al Grande slam di Wimbledon, al torneo di casa Halle, dove è stato sconfitto in semifinale (approdatovi dopo aver sconfitto ai quarti il maiorchino Rafael Nadal) dal futuro campione del torneo, il connazionale Tommy Haas. Nel torneo di Wimbledon è stato sconfitto nei quarti di finale dal francese Jo-Wilfried Tsonga raggiungendo il suo miglior risultato in uno slam.

## Caratteristiche tecniche
Giocatore molto tecnico, dotato di un buon servizio e di ottimi fondamentali. Il suo dritto è giocato spesso in diagonale, con frequente utilizzo del cross stretto molto arrotato. È tuttavia con il rovescio ad una mano che il tedesco è in grado di assestare maggiori vincenti, giocando molto spesso il lungolinea, suo colpo migliore.

## Statistiche

### Singolare

#### Vittorie (8)
| Legenda                                          |
| Grande Slam (0)                                  |
| Tennis Masters Cup / ATP Finals (0)              |
| Masters Series / ATP Master 1000 (0)             |
| ATP International Series Gold / ATP Tour 500 (0) |
| ATP International Series / ATP Tour 250 (8)      |

| N. | Data            | Torneo                                           | Superficie  | Avversario in finale | Punteggio           |
| 1. | 30 aprile 2007  | Internazionali di Baviera, Monaco di Baviera (1) | Terra rossa | Michail Južnyj       | 2-6, 6-3, 6-4       |
| 2. | 12 gennaio 2008 | Auckland Open, Auckland                          | Cemento     | Juan Carlos Ferrero  | 7-6(4), 7-5         |
| 3. | 12 giugno 2011  | Halle Open, Halle                                | Erba        | Philipp Petzschner   | 7-6(5), 2-0 rit.    |
| 4. | 6 maggio 2012   | Internazionali di Baviera, Monaco di Baviera (2) | Terra rossa | Marin Čilić          | 7-6(8), 6-3         |
| 5. | 24 maggio 2014  | Düsseldorf Open, Düsseldorf                      | Terra rossa | Ivo Karlović         | 6-2, 7-6(4)         |
| 6. | 8 agosto 2015   | Austrian Open, Kitzbühel (1)                     | Terra rossa | Paul-Henri Mathieu   | 2-6, 6-2, 6-2       |
| 7. | 1º maggio 2016  | Internazionali di Baviera, Monaco di Baviera (3) | Terra rossa | Dominic Thiem        | 7-6(7), 4-6, 7-6(4) |
| 8. | 5 agosto 2017   | Austrian Open, Kitzbühel (2)                     | Terra rossa | João Sousa           | 6-3, 6-4            |

#### Finali perse (10)
| Legenda              |
| Grande Slam (0)      |
| ATP Finals (0)       |
| ATP Masters 1000 (0) |
| ATP Tour 500 (0)     |
| ATP Tour 250 (10)    |

| N.  | Data              | Torneo                                           | Superficie  | Avversario in finale | Punteggio           |
| 1.  | 15 giugno 2008    | Halle Open, Halle                                | Erba        | Roger Federer        | 3-6, 4-6            |
| 2.  | 27 settembre 2009 | Open de Moselle, Metz                            | Cemento (i) | Gaël Monfils         | 6(1)-7, 6-3, 2-6    |
| 3.  | 28 luglio 2012    | Austrian Open, Kitzbühel                         | Terra rossa | Robin Haase          | 7-6(2), 3-6, 2-6    |
| 4.  | 12 gennaio 2013   | Auckland Open, Auckland                          | Cemento     | David Ferrer         | 6(5)-7, 1-6         |
| 5.  | 5 maggio 2013     | Internazionali di Baviera, Monaco di Baviera (1) | Terra rossa | Tommy Haas           | 3-6, 6(3)-7         |
| 6.  | 14 luglio 2013    | Stuttgart Open, Stoccarda (1)                    | Terra rossa | Fabio Fognini        | 7-5, 4-6, 4-6       |
| 7.  | 4 maggio 2015     | Internazionali di Baviera, Monaco di Baviera (2) | Terra rossa | Andy Murray          | 6(4)-7, 7-5, 6(4)-7 |
| 8.  | 13 giugno 2016    | Stuttgart Open, Stoccarda (2)                    | Erba        | Dominic Thiem        | 7-6(2), 4-6, 4-6    |
| 9.  | 16 aprile 2017    | Grand Prix Hassan II, Marrakech                  | Terra rossa | Borna Ćorić          | 7-5, 6(3)-7, 5-7    |
| 10. | 6 maggio 2018     | Internazionali di Baviera, Monaco di Baviera (3) | Terra rossa | Alexander Zverev     | 3-6, 3-6            |

### Doppio

#### Vittorie (7)
| Legenda              |
| Grande Slam (0)      |
| ATP Finals (0)       |
| ATP Masters 1000 (0) |
| ATP Tour 500 (2)     |
| ATP Tour 250 (5)     |

| N. | Data              | Torneo                                       | Superficie    | Compagno         | Avversari in finale            | Punteggio        |
| 1. | 26 settembre 2005 | ATP Vietnam Open, Ho Chi Minh City           | Sintetico (i) | Lars Burgsmüller | Ashley Fisher Robert Lindstedt | 6(3)-7, 6-4, 6-2 |
| 2. | 24 luglio 2006    | Austrian Open, Kitzbühel                     | Terra rossa   | Stefan Koubek    | Oliver Marach Cyril Suk        | 6-2, 6-3         |
| 3. | 30 aprile 2007    | Internazionali di Baviera, Monaco di Baviera | Terra rossa   | Michail Južnyj   | Jan Hájek Jaroslav Levinský    | 6-1, 6-4         |
| 4. | 4 gennaio 2008    | Qatar Open ATP, Doha                         | Cemento       | David Škoch      | Jeff Coetzee Wesley Moodie     | 6-4, 4-6, [11-9] |
| 5. | 13 luglio 2008    | Stuttgart Open, Stoccarda                    | Terra rossa   | Christopher Kas  | Michael Berrer Miša Zverev     | 6-3, 6-4         |
| 6. | 14 giugno 2009    | Halle Open, Halle                            | Erba          | Christopher Kas  | Andreas Beck Marco Chiudinelli | 6-3, 6-4         |
| 7. | 6 gennaio 2013    | Qatar Open ATP, Doha                         | Cemento       | Christopher Kas  | Julian Knowle Filip Polášek    | 7-5, 6-4         |

#### Finali perse (3)
| Legenda              |
| Grande Slam (0)      |
| ATP Finals (0)       |
| ATP Masters 1000 (0) |
| ATP Tour 500 (0)     |
| ATP Tour 250 (3)     |

| N. | Data             | Torneo                    | Superficie  | Compagno        | Avversari in finale            | Punteggio        |
| 1. | 24 febbraio 2008 | Rotterdam Open, Rotterdam | Cemento (i) | Michail Južnyj  | Tomáš Berdych Dmitrij Tursunov | 5-7, 6-3, [7-10] |
| 2. | 26 ottobre 2008  | Swiss Indoors, Basilea    | Cemento (i) | Christopher Kas | Mahesh Bhupathi Mark Knowles   | 3-6, 3-6         |
| 3. | 7 gennaio 2012   | Qatar Open ATP, Doha      | Cemento     | Christopher Kas | Filip Polášek Lukáš Rosol      | 3-6, 4-6         |

### Tornei minori

#### Singolare

##### Vittorie (5)
| Legenda tornei minori |
| Challenger (4)        |
| Futures (1)           |

| N. | Data              | Torneo                                 | Superficie  | Avversario in finale   | Punteggio        |
| 1. | 1º settembre 2002 | Netherlands F1, Enschede               | Terra rossa | Jun Kato               | 6-1, 6(3)–7, 6-3 |
| 2. | 5 ottobre 2003    | Tumkur Challenger, Tumkur              | Cemento (i) | Lee Childs             | 7-5, 7–6(5)      |
| 3. | 25 luglio 2004    | Hilversum Challenger, Hilversum        | Terra rossa | Dennis van Scheppingen | 4-6, 6-4, 6-4    |
| 4. | 27 novembre 2005  | Reunion Island Challenger, La Riunione | Cemento (i) | Tejmuraz Gabašvili     | 6-2, 6-3         |
| 5. | 12 gennaio 2020   | Canberra Challenger, Canberra          | Cemento     | Emil Ruusuvuori        | 7–6(5), 4–6, 6–3 |

##### Finali perse (5)
| Legenda tornei minori |
| Challenger (4)        |
| Futures (1)           |

| N. | Data              | Torneo                                  | Superficie    | Avversario in finale | Punteggio     |
| 1. | 20 ottobre 2002   | Jamaica F6, Montego Bay                 | Cemento       | Cedric Kauffman      | 2-6, 2-6      |
| 2. | 4 luglio 2004     | Reggio Emilia Challenger, Reggio Emilia | Terra rossa   | Olivier Mutis        | 2-6, 6-0, 3-6 |
| 3. | 28 novembre 2004  | Reunion Island Challenger, La Riunione  | Cemento       | Michal Tabara        | 1-6, 6-2, 4-6 |
| 4. | giugno 2005       | Franken Challenge, Fürth                | Terra battuta | Albert Portas        | 6(5)–7, 2–6   |
| 5. | 18 settembre 2011 | Istanbul Challenger, Istanbul           | Cemento       | Denis Istomin        | 6(6)–7, 4-6   |